# Hrabstwo Hayes

Piramida wieku hrabstwa

Hrabstwo Hayes (ang. Hayes County) – hrabstwo w stanie Nebraska w Stanach Zjednoczonych. W roku 2010 liczba mieszkańców wyniosła 967. Stolicą i największą miejscowością jest Hayes Center.

## Geografia
Całkowita powierzchnia wynosi 1847,3 km² z czego woda stanowi 0,6 km.

### Wioski
- Hamlet
- Hayes Center